# Babešnica
Babešnica je naselje u općini Modriča, Republika Srpska, BiH.

## Stanovništvo
Nacionalni sastav stanovništva 1991. godine, bio je sljedeći:
ukupno: 147
- Hrvati - 117
- Srbi - 11
- Jugoslaveni - 7
- ostali, neopredijeljeni i nepoznato - 12